# لوراس
لوراس، (بالإنجليزية: Luras)‏، (سردينيا: Lùras ، Gallurese: Lùris)، هي بلدية، في مقاطعة ساساري، في المنطقة الإيطالية سردينيا، وتقع على بعد حوالي 190 كم (120 ميل) شمال كالياري، وحوالي 25 كم (16 ميل) غرب أولبيا.

## السكان
في سنة 1861 بلغ عدد السكان 1٬835 نسمة، وتطور العدد ليصل في سنة 2011 لـ 2٬651 نسمة.
يظهر هذا المخطط البياني تطور النمو السكاني لـ لوراس

## أعلام
- روبرتو ديانا